# Unterwasserarchäologie

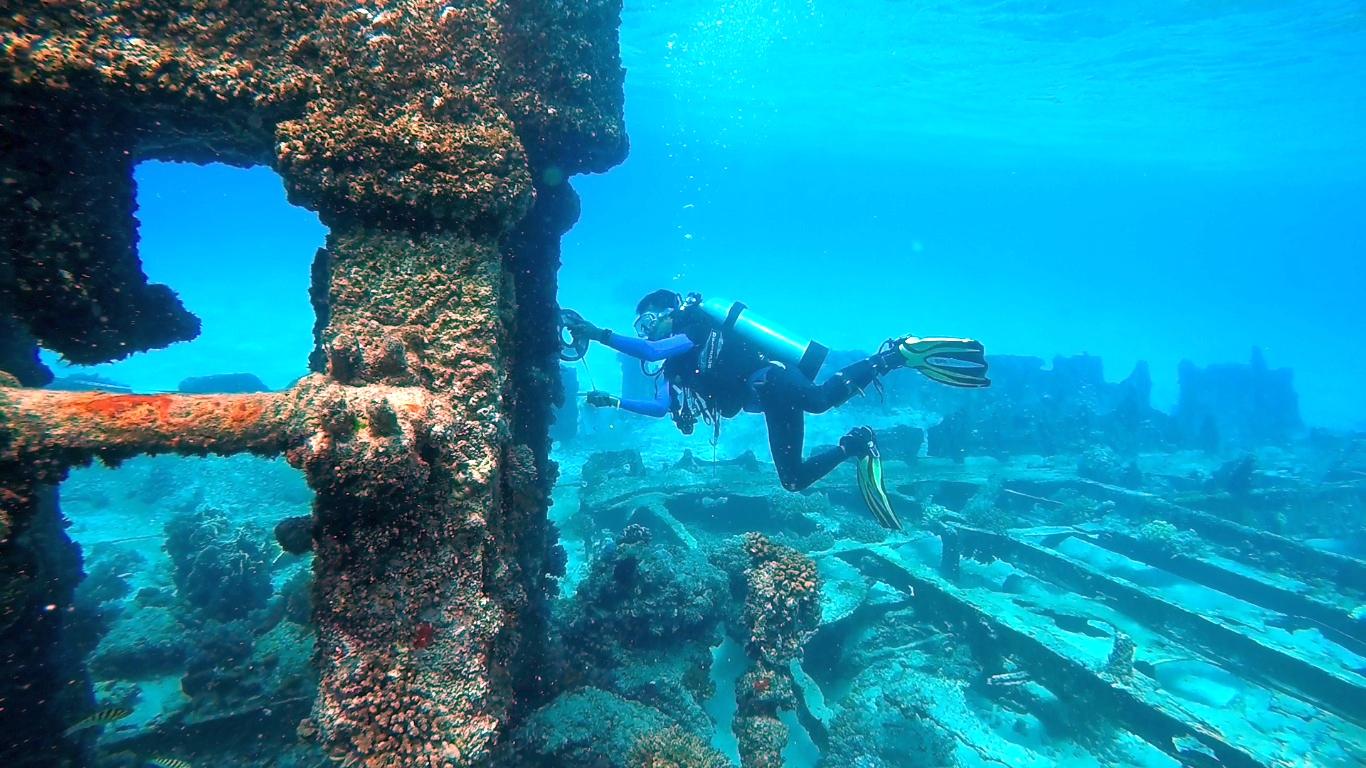
Vermessung eines Schiffwracks

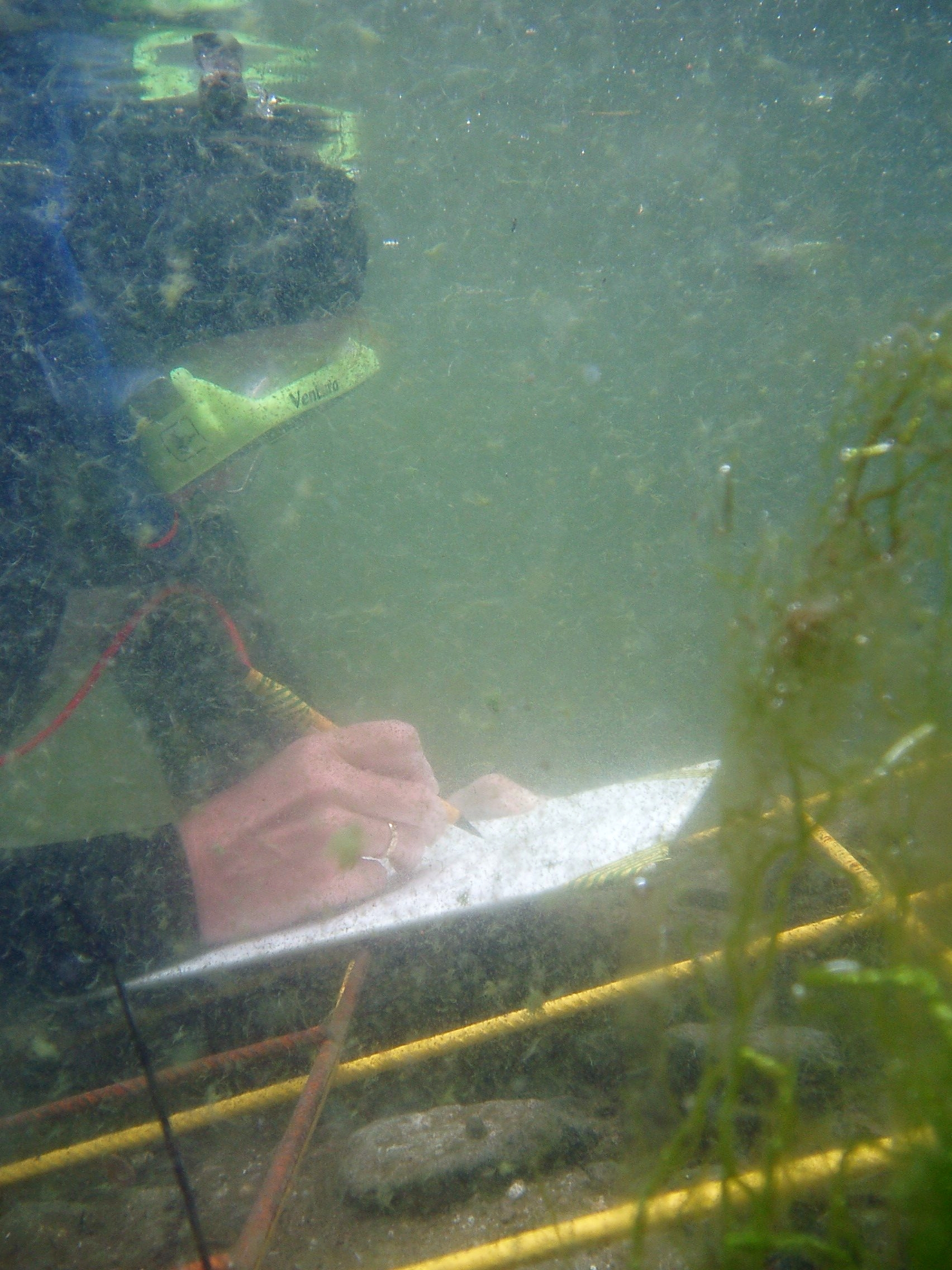
Funddokumentation in der Unterwasserarchäologie

Die Unterwasserarchäologie beschäftigt sich mit allen archäologischen Quellen, die unter Wasserbedeckung erhalten geblieben sind. Sie ist ein großer Vorwärtsschritt der archäologischen Forschung, weil sie Fundquellen auf dem Grund von Meeren, Seen und Flüssen, Brunnen, Höhlen und Cenoten erschließt, aber auch in Mooren, wobei hier meist der Begriff „Feuchtbodenarchäologie“ verwendet wird.
In Deutschland sind Unterwasser-Ausgrabungen genehmigungspflichtig und dürfen nur durch speziell ausgebildete Fachleute durchgeführt werden. Die Kommission für Unterwasser- und Feuchtbodenarchäologie beim Verband der Landesarchäologen in der Bundesrepublik Deutschland führt entsprechende Ausbildungen durch.
Die Unterwasserarchäologie ist eng verknüpft mit der Unterwasserfotografie.

## Bedeutung
Die Bedeutung der Unterwasserarchäologie ist regional unterschiedlich und hängt ursächlich von geografischen und geophysikalischen Umständen ab. In Skandinavien beispielsweise findet seit dem Ende der letzten Eiszeit, der Würm-Kaltzeit, die vor rund 12.000 Jahren endete und damit das Holozän einleitete, durch den Wegfall des enormen Gewichtes des Eispanzers eine sogenannte postglaziale Landhebung statt, die bis heute andauert. Das führte dazu, dass die ehemaligen Flachwassergebiete, normalerweise die potentiell interessantesten Gebiete für Unterwasserarchäologen, heute an Land liegen, sodass die Unterwasserarchäologie bis auf wenige Ausnahmen kaum eine Rolle spielt, um beispielsweise die Erforschung der Geschichte der Wikinger voranzutreiben.
Für andere ufernahe Bereiche liegt die Bedeutung dieser Sparte in gegensätzlichen postglazialen Entwicklungen, die durch den Meerwasseranstieg (gebietsweise bis zu 120 m) ehemals trocken gelegene Wohnplätze, besonders aus mesolithischer Zeit, unter die heutigen Wasserlinien verbracht haben, wie beispielsweise Doggerland zwischen den Britischen Inseln und Dänemark oder den Bereich vor der Küste Nordirlands, der erst vor kurzer Zeit in einem aufwändigen Projekt genauer untersucht wurde (Joint Irish Bathymetric Survey Project (JIBS)).
Die besondere Bedeutung dieses noch nicht sehr alten Zweiges der Archäologie ergibt sich aus der besonders guten Konservierung organischer Materialien wie Holz und Textilien, aber auch Speiseresten und anderen organischen Abfällen unter Luftabschluss in Süßwasser (waterlogging). Die Aussage- und Informationskraft der geborgenen Gegenstände ist deshalb sehr hoch und betrifft naturgemäß auch alle Relikte maritimer Art, so dass sich seefahrtsgeschichtliche Einblicke ergeben. Als Sonderzweig hat sich die Schiffsarchäologie entwickelt.
In warmen und salzreichen Meeren, wie dem Mittelmeer oder dem Roten Meer, werden durch den Schiffsbohrwurm Holz und andere organische Materialien stark angegriffen, von älteren Wracks sind selten mehr als 5 % des Schiffsrumpfes erhalten. Der besondere Informationsgehalt liegt aber in den erhaltenen Materialien, aus denen die Schiffsladung bestand, wie Kupferbarren, Keramiken oder aus römischer Zeit auch Architekturelemente oder Marmor-Sarkophage, deren Herkunft manchmal bestimmt werden kann und die dadurch Auskunft über Handelsbeziehungen, Reiserouten, Stand der Technik und auch gesellschaftliche Strukturen geben können. Interessante Beispiele dafür sind das Schiff von Uluburun oder das Wrack von Yassi Ada.

## Erschließung
Eine Erschließung der Unterwasserquellen ist nicht nur durch Tauchgänge möglich, sondern auch durch das Trockenlegen des Gewässergrunds mit Hilfe von Spundwänden. Auf diese Weise wurde zum Beispiel ein Teil des alten Hafens von Haithabu trockengelegt und ein altes dänisches Handelsschiff geborgen. Andere Beispiele für Unterwasserarchäologie sind die Bergungen der Bremer Hansekogge von 1380, der Vasa, der Mary Rose sowie von Schiffen vor der türkischen Küste vor Uluburun, Bozburun und Küçüven Burnu bei Marmaris und am Kap Gelidonya (bei Antalya), Kyrenia auf Zypern, der Wrackfund vor Alicante, und die Ausgrabungen in La Tène (späte Eisenzeit). Auch im Roten Meer (Sadana Island) werden Schiffswracks untersucht. Dänische Beispiele sind die bei der Insel Dejrø (zwischen Fünen und Ærø) gelegenen Wohnplätze Møllegabet I + II (mesolithische Wohnplätze) und Tybrind vig (eine neolithische Siedlung). Das sind zwei von etwa 70 bisher registrierten Plätzen.
Antike Schiffswracks und unter Wasser befindliche Ruinen werden durch die Konvention zum Schutz des Kulturerbes unter Wasser der UNESCO geschützt.

## Geschichte und Methoden
Bis zum Aufkommen des Sporttauchens wurden in der Regel Gelegenheitsfunde von Berufstauchern (zum Beispiel Schwammtauchern) gemacht, die sie selbst nutzten (zum Beispiel Amphoren) oder als Schrott (Kanonen etc.) bzw. an Museen oder Sammelnde verkauften. Der wissenschaftliche Wert der Funde war zumeist nicht mehr vorhanden, da die entsprechenden Stücke aus dem Zusammenhang gerissen wurden und die Bergung auch oft sehr rabiat erfolgt war. Mit dem Aufkommen des Tauchsports kam es vielerorts zu regelrechten Plünderungen von Wracks im Flachwasser, besonders im Mittelmeer.
Ab den 1950er Jahren begann sich langsam die Erkenntnis durchzusetzen, dass mit modernen Schwimmtauchgeräten unter Wasser ernsthafte archäologische Arbeit möglich war, teils sogar besser als an Land, da eine Fundstelle, wenn sie einmal mit Sediment bedeckt ist, nur geringen Störungen ausgesetzt ist und insbesondere organisches Material (zum Beispiel Holz) durch den Luftabschluss besser konserviert wird. Um nicht binnen kürzester Zeit zu zerfallen, müssen gerade diese Materialien nach der Bergung im Wasser verwahrt werden und anschließend einem aufwändigen Konservierungsprozess unterzogen werden. In vielen Fällen ist daher ein vorrangiges Ziel einer Ausgrabung insbesondere an Schiffswracks nicht die vollständige Bergung, sondern die Vermessung und Sicherung von Einzelfundstücken, während man das eigentliche Wrack an Ort und Stelle belässt, um später weitere Untersuchungen am Fundort zu ermöglichen.
Rettungsgrabungen im Wasser mit Beizug der Unterwasserarchäologie machten ab 1996 das unterste Zürichseebecken in der Schweiz zu einer der best-erforschten urgeschichtlichen Siedlungskammern Europas in Teilbereichen von Pfahlbau-Audörfern.
Neuerdings werden auch Tauch– bzw. Unterwasserroboter in der Unterwasserarchäologie eingesetzt.
Der französische Unterwasserarchäologe Franck Goddio plant akribisch, setzt Magnetometer ein und betont, dass aus Kostengründen der Zufall auf ein Minimum reduziert werden müsse.

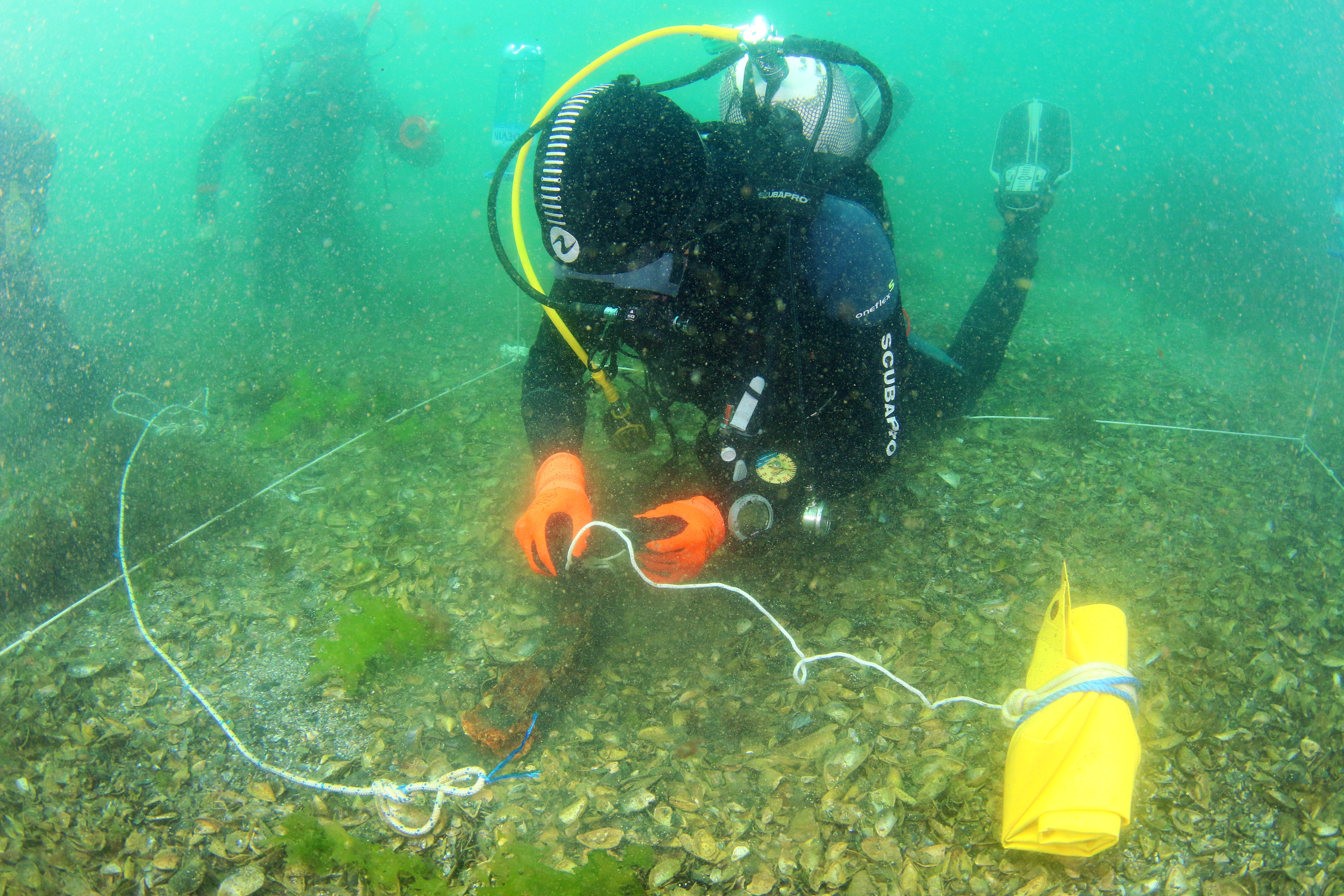
Expedition Maslen 2015

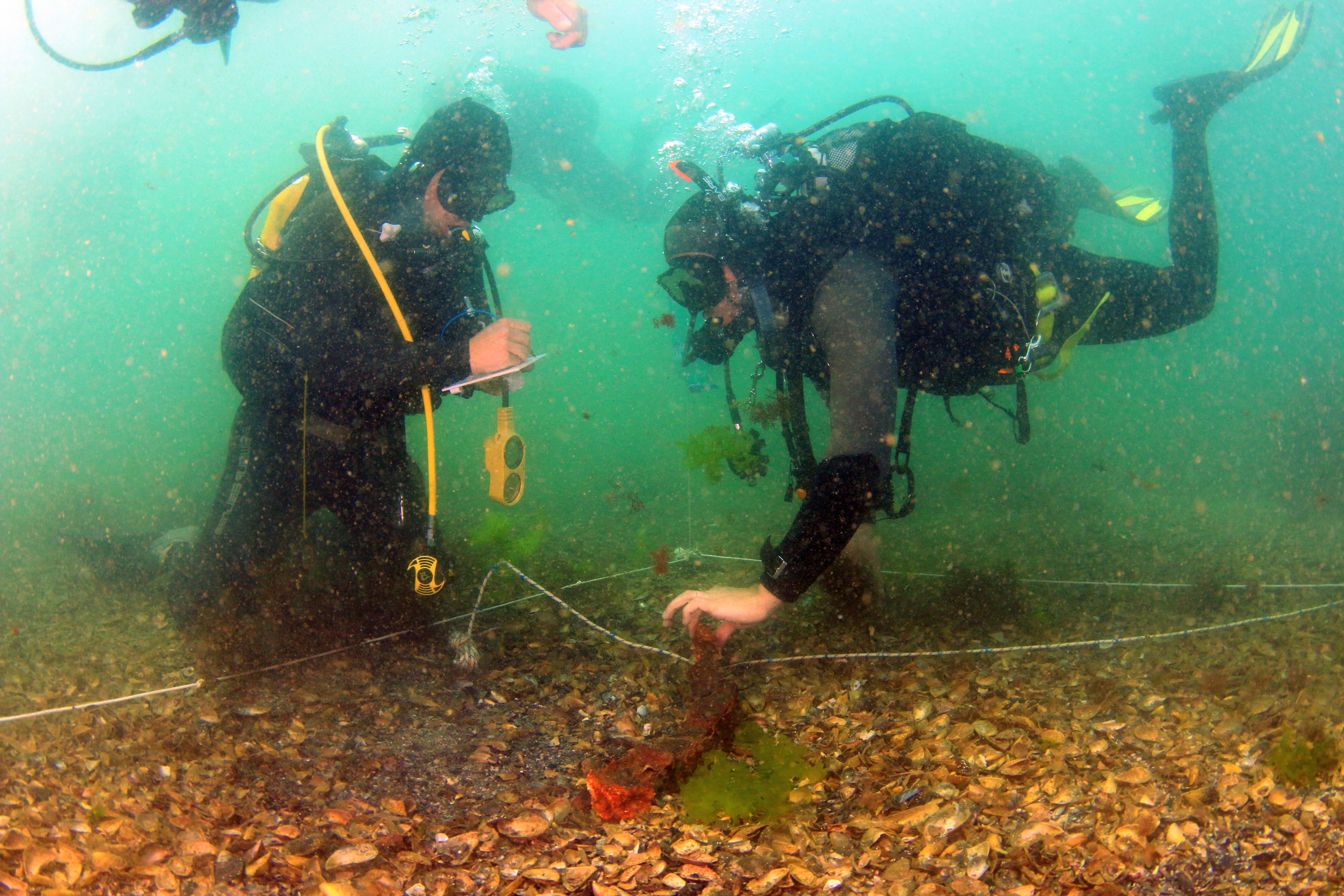
Expedition Maslen 2015

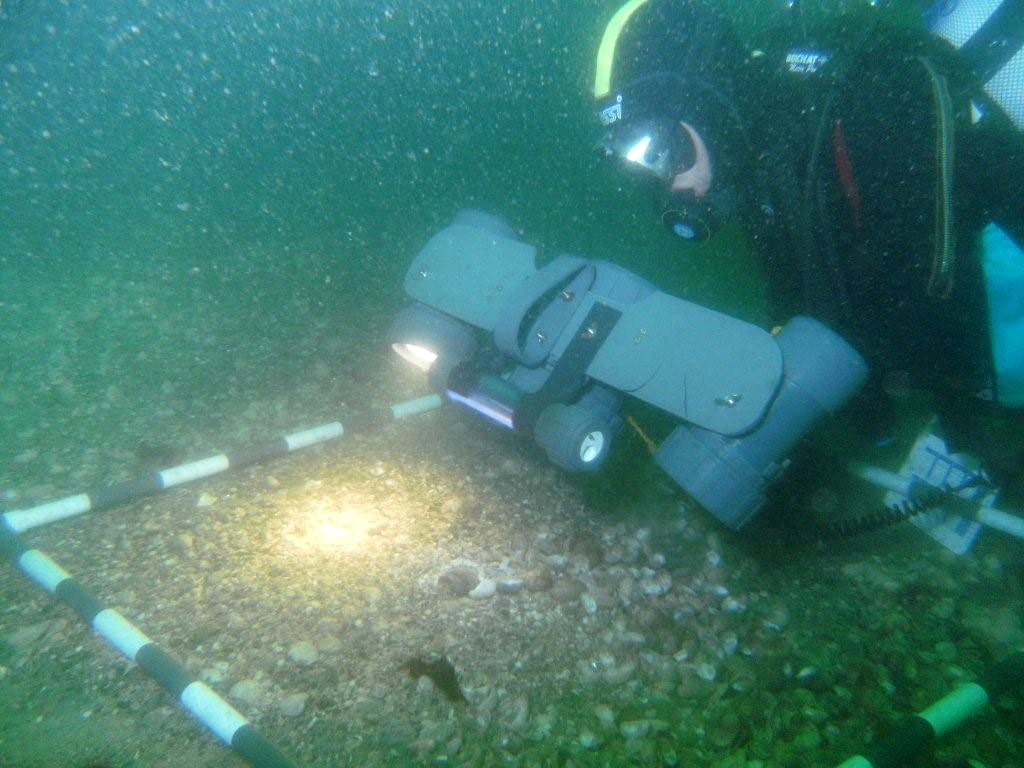
Verwendung des Unterwasservideos als Teil dieses archäologischen Inventars.

## Funde im Meer: Møllegabet I + II
Als Beispiele können hier die Fundorte der Unterwasser-Wohnplätze Møllegabet I + II der Ertebølle-Kultur an der dänischen Küste dienen: Møllegabet I liegt 2,3 Meter unter dem Meeresspiegel. Der Platz wurde zwischen 4500 und 4000 v. Chr. benutzt. Als erstes wurde ein 60 Meter langer und 0,75 Meter hoher Køkkenmødding (Muschelhaufen) mit Resten von Feuerstellen gefunden. Als Werkzeuge wurden Kern- und Scheibenbeile, Klingen und Pfeilspitzen benutzt, aber auch gepickte und polierte Steinbeile und ein Sandsteinteller kamen an die Oberfläche. Angelhaken, Messer, Spitzen und Hacken waren aus Knochen, Horn oder Geweih gefertigt. Elch, Reh, Rothirsch und Wildschwein wurden gegessen, aber auch die Felllieferanten Marder, Otter, Wildkatze und Wolf wurden erlegt, wie auch Robben und Enten, Fischadler, Kormorane, Möwenarten, Schwäne und Säger. Unter den Fischen sind Aal, Dorsch und Plattfische belegt. Austern, Eicheln, Muscheln, Nüsse und Schnecken wurden gesammelt.
Møllegabet II liegt 4,5 Meter unter dem Meeresspiegel und nur etwa 25 Meter entfernt vom ersten Platz. Hier wurden beim Tauchen Holzobjekte entdeckt und zwischen 1987 und 1993 wurden systematische Tauchgänge und Grabungen durchgeführt. Dieser Platz wurde zwischen 5500 und 5000 v. Chr. datiert. Zusätzlich zu den Nahrungsresten am Platz I wurden hier auch Reste von Igel und Hund gefunden. Die Holzreste von Aalstechern, Beilschäftungen, Fischspeeren, Jagdbögen und Reusen waren aussagekräftig. Eine vermutliche Bootsbestattung und ein 3 Meter × 5 Meter großer Fußboden aus einer Rindenschicht auf einem Gitterwerk aus Ästen gehörten zu den spektakulären Funden.

## Mediale Rezeption
Die Unterwasserarchäologie wurde mehrfach zum Thema von Ausstellungen, so etwa mit der Ausstellung „Das Wrack. Der antike Schiffsfund von Mahdia“, die 1994–1995 im Rheinischen Landesmuseum Bonn gezeigt wurde und sich schwerpunktmäßig mit dem Schiffsfund von Mahdia als einem Meilenstein der Unterwasserarchäologie befasste. Die 2006 im Berliner Martin-Gropius-Bau eröffnete Ausstellung „Ägyptens versunkene Schätze“ stellte diverse Funde versunkener Städte des Alten Ägypten aus und wurde danach noch in mehreren internationalen Museen gezeigt. 2017–2018 präsentierte das Bonner Landesmuseum die Sonderausstellung „Im Meer versunken. Sizilien und die Unterwasserarchäologie“. In Sassnitz auf Rügen befand sich zeitweise sich ein „Museum für Unterwasserarchäologie“.
Neben verschiedenen populärwissenschaftlichen Publikationen machten daneben auch Dokumentarfilme die Thematik in der Öffentlichkeit bekannt. Dazu gehört die 1997 entstandene ARD-Dokumentation „Die Schätze der San Diego – Tauchfahrt in die Vergangenheit“ des Regisseurs Torsten Sasse, die sich um die Bergung der im 17. Jahrhundert gesunkenen spanischen Galeone San Diego durch den französischen Unterwasserarchäologen Franck Goddio dreht, sowie die 2010 ausgestrahlte Terra-X-Folge „Schatzjagd in der Tiefe – Der Unterwasser-Pionier“ über Alfred Merlin und die Anfänge der Unterwasserarchäologie.